# Королева экрана
«Королева экрана» (англ. Hope & Faith) — американский телесериал, созданный Джоанной Джонсон, с Фэйт Форд и Келли Рипой в главных ролях. Ситком транслировался на ABC на протяжении трёх сезонов, с 26 сентября 2003 по 2 мая 2006 года. В центре сюжета находилось две сестры: классическая домохозяйка Хоуп Шановски (Форд) и Фэйт Фэрфилд (Рипа), звезда мыльной оперы, чей персонаж был убит и ей приходится переехать к старшей сестре.
Сериал был снят по мотивам жизни его создательницы Джоанны Джонсон, актрисы мыльной оперы «Дерзкие и красивые», где она снималась в двух ролях на протяжении четверти века. Ситком выходил в качестве части блока TGIF, запускаясь в попытке канала возродить популярность комедий девяностых. В итоге сериал привлек значительную аудиторию на старте, заняв лидерство пятничного вечера. В ходе телесезона 2005-06 годов рейтинги сериала начали падать и ABC приостановил его показ зимой 2006 года. Оставшиеся эпизоды канал начал показывать по вторникам, начиная с 21 марта 2006 года, против реалити-шоу American Idol, что привело к ещё большему падению рейтингов. 15 мая 2006 года канал закрыл сериал после трёх сезонов и 73 эпизодов, которые вскоре подобрал для синдикации канал WE tv.

## Актёры и персонажи
- Фэйт Форд — Хоуп Фэрфилд-Шановски
- Келли Рипа — Фэйт Фэрфилд
- Тед Макгинли — Чарли Шановски
- Николь Пэгги (сезон 1) и Меган Фокс (сезоны 2 и 3) — Сидни Шановски
- Мэйси Кратед — Хейли Шановски
- Поли Литт — Джастин Шановски

В ходе трансляции шоу многие знаменитости появились в нём в качестве гостя. Звёзды мыльных опер Сьюзан Луччи, Сьюзан Флэннери, Ребекка Бьюдиг, а также Дикси Картер, Хэл Холбрук, Тони Кёртис, Жаклин Смит, Роберт Вагнер, Сьюзан Салливан, Дженни Маккарти, Брайан Остин Грин, Кэрол Кейн, Линда Картер, Том Арнольд, Доминик Кьянезе, Кевин Сорбо и Андреа Мартин появились в одном или нескольких эпизодах шоу.